# 김은비 (가수)
김은비(1993년 2월 4일 ~)는 대한민국의 가수다. 2010년 메이플스토리 OST 'I'm My Fan'으로 데뷔했다.

## 방송
- 슈퍼스타K (시즌 2) (2010) - Top6(6위)
- 슈퍼스타K 2 기적이 되다 (2010)
- 슈퍼스타K 2 : 끝나지 않은 이야기 (2010)
- 보이스 코리아 2020 (2020)

## 음반
- 슈퍼스타K 2 Top6 (My Story) (2010)
- 슈퍼스타K 2 Top11 Part.2 (2010)
- 슈퍼스타K2 Up To 11 (2010)
- 메이플스토리 OST (2010)
- 최고의 치킨 OST Part.1 (2019)
- 대장금이 보고있다 OST Part.20 (2019)
- 최고의 치킨 OST (2019)
- PPP (2019)
- DAMAGE (feat. LoF!) (2019)
- 영혼수선공 OST Part.7 (2020)
- 영혼수선공 OST (2020)
- ROUGH (2020)
- Silver Rain (2021)

## 수상
- 모범청소년 광주시장상 (2010)

## 공연
- LIVECONNECT STAGE vol.9 김은비(EB) 단독콘서트 'From end to beginning' (2021)